# Richard E. Taylor
Pour les articles homonymes, voir Richard Taylor et Taylor.
Richard Edward Taylor (2 novembre 1929 à Medicine Hat, Alberta, Canada - 22 février 2018 à Stanford, Californie) est un physicien canadien.
Lui, Henry Way Kendall et Jerome Isaac Friedman sont colauréats du prix Nobel de physique de 1990.

## Biographie
Richard E. Taylor passe son Bachelor of Science en 1950 et son Master en 1952 à l'Université de l'Alberta puis son doctorat à l'université Stanford.
Lui, Jerome Isaac Friedman et Henry Way Kendall ont reçu conjointement le prix Nobel de physique de 1990 « pour leurs recherches pionnières portant sur l'étude de la diffusion profondément inélastique des électrons sur des protons et des neutrons liés, qui a été d'une importance essentielle pour le modèle des quarks en physique des particules ».
Il est membre de plusieurs sociétés savantes, entre autres, la Société américaine de physique, l'Association américaine pour l'avancement de la science, la Société royale du Canada, la Royal Society de Londres, l'Académie nationale des sciences des États-Unis. Il a été fait docteur honoris causa de l'université Blaise-Pascal (Clermont-Ferrand II) en 1997.

## Distinctions

### Prix
- 1982 : Prix Humboldt de la Fondation Alexander von Humboldt
- 1989 : Prix W.K.H. Panofsky
- 1990 : Prix Nobel de physique

### Décorations
- Compagnon de l'Ordre du Canada en 2005